# スタプラ研究生
スタプラ研究生（スタプラ けんきゅうせい）は、スターダストプロモーションの女性アイドル部門STAR PLANET（旧 STARDUST PLANET）の研究生グループである。
ももいろクローバーZ、私立恵比寿中学、超ときめき♡宣伝部などのグループと共にSTAR PLANET（通称：スタプラ）に属している。

## 概要
STAR PLANET（旧 STARDUST PLANET）の研究生グループであり、現在は15名で活動している。
白浜あや、青山菜花（青山は2024年6月に卒業）の両名はB.O.L.T解散後にスタプラ研究生に所属した。
スタプラ研究生からSTAR PLANET所属のアイドルグループに移籍する例も多い。2022年に私立恵比寿中学へ桜井えま、2023年にukkaへ宮沢友と若菜こはる、2024年に浪江女子発組合と兼任していた千浜もあな、青山菜花、2025年にばってん少女隊へ逢里みうを送り出している。
スターダストプロモーション副社長である藤下リョウジによると、事務所からのスカウトや事務所に応募してきた人材の中からアイドル顔の子に対してスタプラ研究生への加入を勧めているという。なお、スタプラ研究生に所属しても、他の部署と同様にCMやドラマのオーディションは受けてもらうと述べている。
また、藤下は2024年10月に4名が新加入した時点において、今後スタプラ研究生を20名くらいに増やしたいという構想を明かしている。

## メンバー

### 現在のメンバー
| 名前       | よみ            | 生年月日               | 学年 | 出身地   | 身長     | 備考                                         |
| ---------- | --------------- | ---------------------- | ---- | -------- | -------- | -------------------------------------------- |
| 安井泉妃   | やすい みずき   | 2007年2月26日（18歳）  | 大1  | 神奈川県 | 156cm    |                                              |
| 黒坂美羽   | くろさか みう   | 2007年11月10日（17歳） | 高3  | 神奈川県 | 157.6 cm |                                              |
| 白石るり   | しらいし るり   | 2007年12月14日（17歳） | 高3  | 静岡県   | 157cm    |                                              |
| 高月凛々   | たかつき りり   | 2008年5月10日（17歳）  | 高2  | 神奈川県 | 153cm    |                                              |
| 嶋田莉奈   | しまだ りんな   | 2008年10月22日（16歳） | 高2  | 埼玉県   | 154cm    |                                              |
| 渡辺ゆう   | わたなべ ゆう   | 2010年5月19日（15歳）  | 中3  | 東京都   | 159cm    |                                              |
| 西村美海   | にしむら みうみ | 2009年2月20日（16歳）  | 高2  | 東京都   | 161cm    | 2022年12月加入                               |
| 白浜あや   | しらはま あや   | 2008年4月11日（17歳）  | 高2  | 神奈川県 | 163cm    | 元B.O.L.T 2023年4月加入 stand.fmレギュラーMC |
| 原田麻衣   | はらだ まい     | 2012年5月18日（13歳）  | 中1  | 神奈川県 | 152cm    | 2023年11月加入                               |
| 鈴江珠莉   | すずえ じゅり   | 2012年10月25日（12歳） | 中1  | 東京都   | 159cm    | 2023年11月加入                               |
| 百瀬詩音   | ももせ しのん   | 2010年10月20日（14歳） | 中3  | 神奈川県 | 159cm    | 2024年10月加入                               |
| ゆめ       | ゆめ            | 2012年10月12日（12歳） | 中1  | 神奈川県 | 149cm    | 2024年10月加入 双子の姉                      |
| みる       | みる            | 2012年10月12日（12歳） | 中1  | 神奈川県 | 150cm    | 2024年10月加入 双子の妹                      |
| 華川ゆの   | はなかわ ゆの   | 2012年4月11日（13歳）  | 中1  | 東京都   | 157cm    | 2025年3月加入                                |
| 香月りおな | こうづき りおな | 2012年12月4日（12歳）  | 中1  | 東京都   | 153cm    | 2025年3月加入                                |

#### 安井泉妃
- やすい みずき[8][9][10]。愛称：みずきち。2007年2月26日（18歳）。血液型O型。神奈川県出身。
- 趣味：音楽を聴く スイーツを食べる ゲーム ゲーム実況を見る
- 特技：バスケットボール 走ること 片眉上げ

#### 黒坂美羽
- くろさか みう[11][12][13]。愛称：みうちゃま。2007年11月10日（17歳）。神奈川県出身。
- 趣味：ダンス
- 特技：イラストを描くこと

#### 白石るり
- しらいし るり[14][15][16]。愛称：るりり。2007年12月14日（17歳）。血液型A型。静岡県出身。
- 趣味：ヒトカラ お菓子作り 寝ること ダンス キャンプ
- 特技：ダンス （静岡弁を話せる）
- NHK総合「チコちゃんに叱られる!」再現VTRに出演（2023年9月22日 10月20日）
- セキスイハイム あったかハイム CMに出演（2023年）
- 雑誌 BOMB 2024年2月号（2024年1月9日、ワン・パブリッシング） - ソロインタビュー
- 小田急電鉄CM 思いの糸「日々がつながっている」篇・「同じ 思い」篇に出演（2024年）
- ニッポン放送『超ときめき♡STYLE』（2024年2月18日、2月25日）
- 日本テレビ『THE 突破ファイル』再現VTRに出演（2024年3月28日）
- MV すみっコぐらし「えびえびEveryday!!」MusicVideo出演（2024年）
- 声優 テレビ東京『闇芝居 十四期』（2025年1月5日）
- 舞台 The Musicalman 2025（2025年9月26日 - 28日、恵比寿ザ・ガーデンルーム）

#### 高月凛々
- たかつき りり[17][18][19]。愛称：りりまる。2008年5月10日（17歳）。血液型B型。神奈川県出身。
- 趣味：メイク研究
- 特技：歌 ダンス

#### 嶋田莉奈
- しまだ りんな[20][21][22]。愛称：りんにゃ。2008年10月22日（16歳）。血液型A型。埼玉県出身。
- 趣味：読書 バスケットボール スノーボード
- 特技：バスケットボール スノーボード
- 「西松屋」ちょうどいいふく〜Tシャツ・タンクトップ篇〜の広告に出演（2022年5月 - ）
- りそなグループ B.LEAGUE  「JOIN THE HOPE」2024〜2025 に出演（2024年7月 - ）

#### 渡辺ゆう
- わたなべ ゆう[23][24]。愛称：ゆぴ。2010年5月19日（15歳）。東京都出身。
- 趣味：歌 ダンス 料理 買い物 ゲーム 食べること
- 特技：歌 ダンス フルート 卓球 誰とでも仲良くなれる
- テレビ出演
  - ストレッチマンゴールド（2018年、NHK Eテレ） - 地球の子供達 役
  - もやモ屋「マネ・マナー」（2019年、NHK Eテレ） - 友達 役
  - 天才てれびくんYOU（2020年、NHK Eテレ） - 再現VTR 友達 役
  - ABU子どもドラマシリーズ2020「あやとり」（2020年12月、NHK Eテレ） - 友達 役
- 舞台出演 NHK東京児童劇団 第45回公演「空気のようなボクだから」（2018年8月） - 悪のパソコン子役、第46回公演「モミクシの東京ミッション」（2019年8月） - 戦災孤児 役
- 広告出演 やる気スイッチグループ - 「WinBe」（2022年4月 - ）、「スクールIE」（2023年1月 - ）

#### 西村美海
- にしむら みうみ[25][26]。愛称：ミウミ少年。2009年2月20日（16歳）。東京都出身。
- 趣味：運動すること
- 特技：ハンドボール
- 2022年12月、スタプラ研究生に加入。
- MV すみっコぐらし「えびえびEveryday!!」MusicVideo出演（2024年）
- ラブトキガールオーディション2025にて「ラブトキガール賞」受賞、4代目ラブトキガールとして活動（2025年3月 - ）

#### 白浜あや
- しらはま あや。愛称：あやちゃん。2008年4月11日（17歳）。血液型O型。神奈川県出身。
- 詳細は「白浜あや」のページを参照。
- 2023年4月22日、スタプラ研究生に加入。
- 元B.O.L.Tメンバー。

#### 原田麻衣
- はらだ まい[27][28]。愛称：まいちゃん。2012年5月18日（13歳）。神奈川県出身。
- 趣味：絵を描くこと 歌を歌うこと メイクやおしゃれをすること
- 特技：歌 キャラクターのモノマネ
- 2023年11月23日、スタプラ研究生に加入。

#### 鈴江珠莉
- すずえ じゅり[29][30]。愛称：じゅーじゅ。2012年10月25日（12歳）。東京都出身。
- 趣味：ダンス ゲーム 映画鑑賞
- 特技：ダンス 図工 ブレイブボード
- 2023年11月23日、スタプラ研究生に加入。
- ラブトキガールオーディション2025にて「ラブトキガール賞」受賞、4代目ラブトキガールとして活動（2025年3月 - ）
- DDTアイアンマンヘビーメタル級王座第1782代王者[31]。

#### 百瀬詩音
- ももせ しのん[32][33]。2010年10月20日（14歳）。神奈川県出身。
- 趣味：映画鑑賞
- 特技：モノマネ
- 2024年10月6日、スタプラ研究生に加入。

#### ゆめ
- ゆめ[34][35]。2012年10月12日（12歳）。血液型B型。神奈川県出身。
- ゆめは双子の姉、妹はみる。
- 趣味：踊ること、物作り、お買い物
- 特技：バレエ、モノマネ、徒競走
- 2024年10月6日、スタプラ研究生に加入。
- ロッテ CM クーリッシュ「バニラドラゴン」篇（2025年）

#### みる
- みる[36][35]。2012年10月12日（12歳）。血液型B型。神奈川県出身。
- みるは双子の妹、姉はゆめ。
- 趣味：バレエ、物作り、お買い物、食べること
- 特技：バレエ、モノマネ、縄跳び
- 2024年10月6日、スタプラ研究生に加入。
- ロッテ CM クーリッシュ「バニラドラゴン」篇（2025年）

#### 華川ゆの
- はなかわ ゆの[37][38]。2012年4月11日（13歳）。東京都出身。
- 趣味：ダンス、音楽を聴くこと、ゲーム、映画鑑賞
- 特技：タイピング、走ること、小さい子のお世話、人にヘアアレンジをすること
- 2025年3月30日、スタプラ研究生加入。

#### 香月りおな
- こうづき りおな[39][40]。2012年12月4日（12歳）。血液型B型。東京都出身。
- 趣味：メイク、音楽を聴く、柔軟、動画編集
- 特技：バレエ、体操
- 2025年3月30日、スタプラ研究生加入。

### 過去のメンバー
- 桜井えま - 2022年10月、私立恵比寿中学に加入。愛称：えまち。
- 寺島由渚 - タレント。2023年6月までスタプラ研究生として活動。愛称：しまゆー。2024年12月31日にスターダストプロモーションを退所した。
- 宮沢友 - 2023年11月24日、下記、若菜こはると共にukkaに加入。愛称：ゆうゆう。
- 坂井小春（若菜こはる） - 2023年11月24日、上記、宮沢友と共にukkaに加入。ukka加入時に芸名を坂井小春から若菜こはるへ改名した。愛称：こは。
- 千浜もあな - 2024年6月、浪江女子発組合専属メンバーとなる。愛称：もあち。
- 青山菜花 - 2024年6月、浪江女子発組合専属メンバーとなる。愛称：なのちゃん。元B.O.L.Tメンバー。
- 逢里みう - 2024年10月6日、スタプラ研究生に一ノ瀬みう（いちのせ みう）として加入するが15日には現、逢里みうへ改名している。2025年3月10日、ばってん少女隊に加入。

## 略歴

### 2018年
- 11月、STARDUST PLANETが新しい研究生を募集することを発表した[41]。

### 2019年
- 4月、第1期スタプラ研究生募集開始された[42][43][44]。
- 8月31日、第1期生エントリー締め切られた。
- 10月頃、スタプラ研究生としてレッスン開始した[注 4]。

### 2021年
- 10月頃、この頃より順次メンバー個人のInstagramが開設され始める。

### 2022年
- 4月23日、中野サンプラザにて開催された「TEAM SHACHI TOUR 2022 〜猪突！猛進！猛進！猛進！猛進！〜」東京公演にバックダンサーとして安井泉妃、桜井えま、黒坂美羽、白石るり、千浜もあな、寺島由渚、宮沢友、高月凛々、嶋田莉奈、渡辺ゆうの10名が出演した。記念すべき初舞台となる[45]。また、この日よりメンバーが個人Instagramの投稿においてハッシュタグ「#スタプラ研究生」を使い始める。
- 10月1日、桜井えまが私立恵比寿中学の新メンバーとなる。
- 10月15日、グループ公式Instagramを開設した[46]。
- 10月23日、渋谷区文化総合センター大和田 さくらホールにて開催された「女・組長祭 2022」にOpening Actとして出演した。私立恵比寿中学に加入した桜井えまはスタプラ研究生としてのラストのステージとなった。
- 12月、坂井小春・西村美海の2名がスタプラ研究生に加入、11名となる。
- 12月16日、グループ公式Twitter（現X）を開設した[47]。

### 2023年
- 4月9日、渋谷ストリームホールにて初のワンマンライブ「スタプラ研究生 THE FIRST 〜追い風とストーリー〜」（2部制）を開催した。出演は11名であった。
- 4月10日、スタプラ研究生初の配信限定シングル『追い風とストーリー/最高WonderfulTime』が配信開始された[48]。また同日、STARDUST WEB オリジナル動画コンテンツ『スタプラ研究生のまだまだ7時ッ！』の第1回が配信開始された。
- 4月22日、白浜あや・青山菜花の2名（元B.O.L.T）がスタプラ研究生に加入、13名となる。
- 5月19日、LINE CUBE SHIBUYAにて開催された「いぎなり東北産 全国絶対に負けないツアー」東京公演にオープニングアクトとして出演した。
- 5月21日、横浜アリーナにて開催された佐々木彩夏ソロコンサート「AYAKA NATION 2023 in YOKOHAMA Arena 〜FRIENDS〜」に高校生5名（白石るり、寺島由渚、千浜もあな、黒坂美羽、安井泉妃）が出演した。
- 6月3日、Zepp Shinjukuにて開催された「柚姫の部屋フェス2023」の1部と2部にウェルカムルームアクトとして出演した[49]。
- 6月4日、寺島由渚が前日6月3日のステージをもってスタプラ研究生の活動から離れることを発表した[50]。また同日、西村美海が学校のハンドボール部[51]活動専念のため8月頃まで活動休止することが発表された[52]。
- 7月16日、山梨県・山中湖 交流プラザきららにて開催された「SPARK2023 in YAMANAKAKO」に出演した。
- 9月18日、恵比寿ザ・ガーデンホールにて開催された「女・組長祭 2023」（2部制）にオープニングアクトとして出演した。
- 9月21日、西村美海が受験のために活動休止期間が延長されることが発表された[53]。
- 10月14日、2023年11月24日に宮沢友と坂井小春の2名がukkaに新メンバーとして加入することを発表した。2名は11月23日まではスタプラ研究生として活動する[3]。
- 10月29日、横浜アリーナにて開催された「スタプラアイドルフェスティバル〜秋の新曲収穫祭〜」にオープニングアクトとして出演し、新曲「NAI」が初披露された[54]。
- 10月30日、配信限定シングル『NAI』が配信開始された[55]。
- 11月11日、千浜もあなと青山菜花の2名が浪江女子発組合に新メンバーとして加入した。2名はスタプラ研究生としての活動も同時に行っていく。
- 11月23日、白金高輪SELENE b2にて2ndワンマンライブ「スタプラ研究生 THE SECOND 〜 希望のエントランス 〜」（2部制）を開催した[2]。ukkaに加入する宮沢友と坂井小春（若菜こはる）は、スタプラ研究生としてラストのステージとなった。また、スタプラ研究生に新メンバーとして原田麻衣と鈴江珠莉の2名が加入した。
- 11月24日、初のEP『追い風とストーリー』がMカードでリリースされ、配信開始された[56]。
- 12月6日、高月凛々が受験のために2024年2月まで活動休止することが発表された[57]。
- 12月31日、横浜アリーナにて開催された第7回 ももいろ歌合戦にオープニングアクトとして出演した[58]。

### 2024年
- 3月1日、受験のために活動休止していた高月凛々、西村美海が活動再開となった[59][60][61]。
- 3月9日、渋谷Spotify O-WESTにて開催された「IDORISE!! FESTIVAL 2024」に2023年11月加入の原田麻衣と鈴江珠莉を除く10名が出演した[62]。
- 3月17日、渋谷Spotify O-WESTにて3rdワンマンライブ「スタプラ研究生 THE THIRD 〜 にじいろの未来と願い 〜」を開催した[63][64][65]。2023年11月加入の原田麻衣と鈴江珠莉を含む12名全員が出演した。
- 4月10日、『スタプラ研究生のまだまだ７時ッ！』1周年記念生配信を実施、佐々木彩夏がスペシャルゲストとして登場した[66]。
- 4月13日・14日、京都・亀岡運動公園にて開催された「ももクロ 春の一大事2024 in 亀岡市」の外周ステージ「〜やかん大作戦 in 亀岡〜」に出演した[67]。
- 5月6日、I'M A SHOWにて開催された「Parallel World」にオープニングアクトとして出演した[68]。
- 6月8日、東京・海の森水上競技場にて開催された「クロフェス2024〜5周年だよ！全員集合だしん！〜」に出演した[69]。この日をもってスタプラ研究生と浪江女子発組合を兼任していた千浜もあな、青山菜花の両名がスタプラ研究生を卒業した[70]。
- 6月9日、千浜もあな、青山菜花の両名が浪江女子発組合専属メンバーとなった[70]。
- 7月22日、安井泉妃が受験のため一時活動休止することが発表された[71]。
- 10月6日、フリーイベント「SUMMER TOUR2024 ～ #なんかわ ～」をららぽーとTOKYO-BAYにて開催した。このフリーイベントにて一ノ瀬みう（現 逢里みう）、百瀬詩音、ゆめ、みるの4名が加入した[72]。本来は8月31日に東京・有明ガーデン 3F みんなのテラスにてフリーイベント「SUMMER TOUR2024 ～ #なんかわ ～」が開催され、スタプラ研究生新加入メンバーがお披露目される予定[73]であったが台風10号接近に伴いフリーイベントが中止になった[74]のでこの日が新加入メンバーお披露目となった。
- 10月15日、一ノ瀬みうが逢里みうに改名した[75]。
- 10月20日、KANDA SQUARE HALLにて4thワンマンライブ「スタプラ研究生 THE FOURTH〜なんかかわいくてかわいいやつ〜」を開催した[76]。
- 11月15日、安井泉妃が受験期間終了のため活動再開した[77]。
- 11月22日・23日、横浜BUNTAIにて開催されたSTARDUST THE PARTY 2024にオープニングアクトとして出演した[78]。
- 12月31日、日本武道館にて開催された第8回 ももいろ歌合戦にオープニングアクトとして出演した[79]。

### 2025年
- 3月10日、この日をもって逢里みうがスタプラ研究生での活動を終了し、ばってん少女隊の新メンバーとして活動することが発表された[80]。
- 3月30日、川崎ラ チッタデッラ中央噴水広場で行われたフリーイベント「スタプラ研究生 フリーイベント SPRING なんかわなハルがキタ！かわい子ちゃんたちのアオハル物語～ #なんかわ 〜」[81]にて華川ゆの、香月りおなの加入が発表され、イベント内にてお披露目された[82]。

## ディスコグラフィ
- 配信限定シングル『追い風とストーリー/最高WonderfulTime』（2023年4月10日配信開始）[48]
  - 1. 追い風とストーリー（作詞：松原さらり、作曲：南田健吾、編曲：園田健太郎）
  - 2. 最高WonderfulTime（作詞・作曲・編曲：廣中トキワ）
- 配信限定シングル『NAI』（2023年10月30日配信開始）[55]
  - 1. NAI（作詞・作曲・編曲：Ryu）
- EP『追い風とストーリー』（2023年11月24日Mカード発売と配信開始）[56]
  - 1. 追い風とストーリー
  - 2. NAI
  - 3. RIDER（作詞：松原さらり、作曲・編曲：kani）
  - 4. 最高WonderfulTime

## 出演
- STARDUST WEB オリジナル動画コンテンツ『スタプラ研究生のまだまだ7時ッ！』（2023年4月 - 、STARDUST WEB）[83]
- 白浜あやの放課後クラス supported by オチャめちゃFRIDAY（2023年9月8日 - 、stand.fm 毎週金曜日23:00-）[84] - MC白浜あやのほか、スタプラ研究生がゲスト出演する場合がある。
- 『Top Yell NEO 2023~2024』（2023年12月28日発売）に掲載[85]。